# San Pablo Etla
San Pablo Etla là một đô thị thuộc bang Oaxaca, México. Năm 2005, dân số của đô thị này là 12212 người.